# Калинівка (Лозівський район)
Кали́нівка (МФА: [kɐˈɫɪɲiu̯kɐ] ( прослухати)) — село в Україні, у Лозівському районі Харківської області. Населення становить 160 осіб. Входить до складу Первомайської міської громади.

## Географія
Село Калинівка знаходиться на правому березі річки Орілька, вище за течією на відстані 1 км розташоване село Високе, нижче за течією на відстані 1,5 км розташоване село Маслівка. Поруч проходить автомобільна дорога Т 2107. Через село проходить залізниця, найближча станція Лихачове за 3,5 км.

## Історія
1931 — дата заснування вихідцями с Береки.
До 2016 року село носило назву Жовтневе.

## Населення

### Мова
Розподіл населення за рідною мовою за даними :
| Мова            | Кількість | Відсоток |
| --------------- | --------- | -------- |
| російська       | 122       | 72.62%   |
| українська      | 45        | 26.79%   |
| інші/не вказали | 1         | 0.59%    |
| Усього          | 168       | 100%     |

## Об'єкти соціальної сфери
- Фельдшерсько — акушерський пункт села Калинівка.